# Donald Quarrie
Donald O'Riley Quarrie (* 25. února 1951, Kingston) je bývalý jamajský atlet, sprinter, účastník pěti olympijských her. Před Národním jamajským stadionem je umístěna jeho socha.
Jako sedmnáctiletý byl v nominaci na Letní olympijské hry v Mexiku, ale nestartoval kvůli zranění. V roce 1970 získal dvě zlaté medaile v bězích na 100 i 200 metrů na Hrách Commonwealthu v Edinburghu, stejný úspěch zopakoval i o rok později na Panamerických hrách v kolumbijském Cali.
Byl proto velkým favoritem letní olympiády 1972 v Mnichově, ale opět utrpěl zranění a po semifinále na 200 metrů na OH skončil.
V roce 1974 dosáhl znovu double vítězství v běhu na 100 a 200 metrů na Hrách Commonwealthu v Christchurchu.
V roce 1976 mohl konečně soutěžit na olympiádě bez zranění, v běhu na 100 metrů podlehl v cíli Hasely Crawfordovi, ale v běhu na 200 metrů zvítězil v čase 20,23 sekundy.
V roce 1978 získal potřetí zlato na 100 metrů na Hrách Commonwealthu v kanadském Edmontonu. Na LOH 1980 v Moskvě vypadl na 100 metrů už v semifinále, ale na 200 metrů dokázal zkompletovat svoji medailovou sbírku bronzovou olympijskou medailí.
Na LOH 1984 v Los Angeles už Quarrie nepatřil mezi favority, v běhu na 200 metrů se dostal jen do semifinále, ale podařilo se mu získat stříbrnou medaili jako člen štafety Jamajky na 4 x 100 metrů.

## Osobní rekordy
- Běh na 100 metrů 10,07 s (Montreal 24.7.1976)
- Běh na 200 metrů 19,86 s (Cali 3.8.1971)